# Црква Рођења Пресвете Богородице у Обудовцу
Црква Пресвете Богородице у Обудовцу је највећа богомоља у Босни и Херцеговини и највећа сеоска црква на просторима Српске православне цркве. Храм је при начелствовању митрополита Зворночко-тузланског Дионисија I. Храм у Обудовцу је много пута био оштећен, али захваљући људима добре воље увек је био поправљен. Кров ове цркве је прекривен бакром 1891. године.

## Историјат
Црква је почела да се гради 1864. године, а завршена је 1882. године. Саграђена је на парцели која је последњих триста година служила само као простор за изградњу цркве и као гробље. Црква је грађена у мешавини српско-византијског и барокног стила.
Највиши торањ са крстом достиже висину од 46 метара, дужина цркве је 27 а ширина је 22 метра. Црква је рађена од камена званог сига (доњи дио) и цигла (горњи дио). Камен који је служио за изградњу је довезен из рудника Опежа код Модриче и рудника код Бијеле. Главни за изградњу је био протомајстор Таса из Охрида, са својих педест мајстора. Цркву су конструисали паше и везири турског царства. Осамнаест околних села је помагало градњи и довожењу материјала за градњу.

## Занимљивости
У цркви се налази огроман иконостас висине 19.5 метара. Радио га је познати уметник Роман Петровић из Сарајева. 
Иконостас има 24 иконе и сви ликови су насликани у природној величини. У великом олтару су смјештена три звона која су тежа од две тоне.

## Црквени одбор
Епархијски управни одбор Епархије зворничко-тузланске у Бијељини именовао је 6. децембра 2012. године за чланове црквеноопштинског управног одбора црквене општине Обудовац, следећа лица, и то:
1. Милан Пурић, предсједник
2. Драган Панић, потпредсједник
3. Жељко Миловановић,
4. Душан Ђуричић,
5. Иван Божић,
6. Лука Павловић,
7. Бранислав Поповић,
8. Брано Тешић,
9. Драган Лукић,
10. Милан Благојевић,
11. надлежни свештеници

## Удаљености од важнијих градова у околини
- Шамац — 20 км
- Брчко — 22 км
- Добој — 70 км
- Бијељина — 63 км
- Бања Лука — 189 км